# Catagramma fassli
Catagramma fassli är en fjärilsart som beskrevs av Johannes Karl Max Röber 1915. Catagramma fassli ingår i släktet Catagramma och familjen praktfjärilar. Inga underarter finns listade i Catalogue of Life.